# Клинчина
Клинчина (алб. Kliçinë/Kliqinë) је насељено место у општини Пећ, на Косову и Метохији. Према попису становништва из 2011. у насељу је живело 833 становника.

## Становништво
Према попису из 2011. године, Клинчина има следећи етнички састав становништва:
| Националност | 2011.        |
| Албанци      | 811 (97,36%) |
| Египћани     | 22 (2,64%)   |
| Укупно       | 833          |

| Демографија | Демографија | Демографија |
| Година      | Становника  | Становника  |
| ----------- | ----------- | ----------- |
| 1948.       | 370         |             |
| 1953.       | 366         |             |
| 1961.       | 422         |             |
| 1971.       | 520         |             |
| 1981.       | 631         |             |
| 1991.       | 715         |             |
| 2011.       | 833         |             |